# ديفيد أوغدن ستايرز
ديفيد أوغدن ستيرز (/ˈstaɪərz/; 31 أكتوبر 1942 –  3 مارس 2018) كان ممثل أمريكي، ممثل صوتي، وموسيقار. ولد في بيوريا، تترعرع أساساً في  أوريغون. دخل جامعة أوريغون قبل دخوله مدرسة جوليارد في مدينة نيويورك، والتي تخرج منها في 1972. وتابع الظهور في العديد من الإنتاجات علي  مسرح برودواي، أبدع بدور فيلدمان في «عرض السحر» (The Magic Show)، والذي ظهر فيه لمدة أربعة سنين مابين 1974 و 1978.
في 1977، مثل كـ الرائد تشارلز ايمرسون وينشستر الثالث على المسلسل التلفزيوني ماش (M*A*S*H)، وهو دور مثله حتى نهاية السلسلة في عام 1983، والذي رُشح من أجله مرتين لـ  جائزة إيمي. 

## وفاته
توفي ستيرز في منزله في نيوبورت، أوريغون، بتاريخ 3 مارس، 2018، بعمر 75، من المضاعفات المتعلقة بسرطان المثانة.

## روابط خارجية
- ديفيد أوغدن ستايرز على موقع IMDb (الإنجليزية)
- ديفيد أوغدن ستايرز على موقع روتن توميتوز (الإنجليزية)
- ديفيد أوغدن ستايرز على موقع ألو سيني (الفرنسية)
- ديفيد أوغدن ستايرز على موقع ميوزك برينز (الإنجليزية)
- ديفيد أوغدن ستايرز على موقع تيرنر كلاسيك موفيز (الإنجليزية)
- ديفيد أوغدن ستايرز على موقع أول موفي (الإنجليزية)
- ديفيد أوغدن ستايرز على موقع قاعدة بيانات برودواي على الإنترنت (الإنجليزية)
- ديفيد أوغدن ستايرز على موقع قاعدة بيانات الأفلام السويدية (السويدية)
- ديفيد أوغدن ستايرز على موقع إن إن دي بي (الإنجليزية)
- ديفيد أوغدن ستايرز على موقع ديسكوغز (الإنجليزية)